# Infart
Es denomina infart a la necrosi (mort d'un teixit) per alteració del flux sanguini (habitualment l'aport arterial) d'un òrgan o d'una part d'ell, per:
- Obstrucció arterial, el cas més habitual, ja sigui per: 
  - elements dins de la llum del vas, per exemple plaques d'ateroma (la causa més habitual, ja sigui per trombosi o embòlia).
  - elements externs (tumors que comprimeixen el vas, torsió d'un òrgan, etc.).
- Ruptura arterial (traumatisme).
- Vasoconstricció arterial (per exemple: consum de cocaïna).
- Obstrucció venosa.
- Neoplàsies hematològiques. La trombocitèmia i la policitèmia vera són causa d'infarts, sovint de miocardi, ja que afavoreixen la formació de trombes.[1]

Els infarts més freqüents ocorren: 
- al cor (infart agut de miocardi),
- en el cervell (accident vascular encefàlic),
- en l'intestí (Infart intestinal, habitualment ocasionat per oclusió o reducció de la llum dels vasos mesentèrics),[2]

però poden produir-se en qualsevol òrgan.
Els infarts, en un mateix òrgan, poden presentar diferents localitzacions i patrons morfològics, segons sigui la conformació estructural d'aquest, les seves relacions anatòmiques i el mecanisme causal. Per exemple, els infarts esplènics poden mostrar característiques molt diverses en cas de torsió de l'hilum i pèrdua de la funció vascular, d'endocarditis o de anèmia falciforme.
Alguns processos en especial, com la síndrome paraneoplàstica o la síndrome antifosfolipídica provoquen infarts múltiples a múltiples òrgans. La trombofília és una de les causes d'infarts renals i de miocardi en persones joves.